# Wild Wild Country
Wild Wild Country es una serie documental de Netflix sobre el polémico indio gurú Bhagwan Shree Rajneesh (Osho), su asistente personal Ma Anand Sheela y su comunidad de seguidores en la comunidad Rajneeshpuram localizada en el Condado de Wasco, Oregón. Está publicado en Netflix desde el 16 de marzo de 2018, después de que fuese premiado en el Festival de cine de Sundance.

## Episodios
| Núm. | Título    | Fecha de publicación original |
| ---- | --------- | ----------------------------- |
| 1    | "Parte 1" | 16 de marzo de 2018           |
| 2    | "Parte 2" | 16 de marzo de 2018           |
| 3    | "Parte 3" | 16 de marzo de 2018           |
| 4    | "Parte 4" | 16 de marzo de 2018           |
| 5    | "Parte 5" | 16 de marzo de 2018           |
| 6    | "Parte 6" | 16 de marzo de 2018           |

## Recepción

### Recepción crítica
Según el metaagregador de críticas en línea RottenTomatoes las 35 críticas tenidas en cuenta daban una opinión positiva, con una nota media de 8.11 sobre 10. El consenso crítico del sitio web lee, "The Wild Wild Country tiene éxito como un examen intrigante de una parte olvidada de historia americana que hay que ver para creer."
Nick Allen de Rogerebert.com escribió "por manejar esta historia tan inteligentemente y contar honestamente una idea muy complicada de bien y mal, The Wild Wild Country tiene un profundo poder hipnótico".
El OSHO Internacional respondió al documental con "información adicional" en su revista en línea OSHOTimes, afirmando que estaba "claramente perdido y pobremente dirigido". Afirmaron que la ruptura de Sheela con Osho se habría documentado mejor si se hubiera entrevistado a las "personas apropiadas que estaban presentes en ese momento en Rajneeshpuram".